# Орба
Орба (валенс. Orba, ісп. Orba) — муніципалітет в Іспанії, у складі автономної спільноти Валенсія, у провінції Аліканте. Населення — 2348 осіб (2022).

## Географія
Муніципалітет розташований на відстані близько 360 км на південний схід від Мадрида, 60 км на північний схід від Аліканте.

## Демографія
Динаміка населення (INE ):

## Галерея зображень

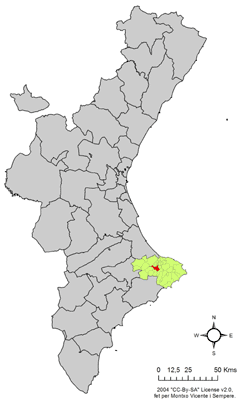
Розташування муніципалітету Орба у автономній спільноті Валенсія
Розташування муніципалітету Орба у комарці Маріна-Альта